# Cyperus odoratus
Cyperus odoratus är en halvgräsart som beskrevs av Carl von Linné. Cyperus odoratus ingår i släktet papyrusar, och familjen halvgräs.

## Underarter
Arten delas in i följande underarter:
- C. o. odoratus
- C. o. transcaucasicus

## Bildgalleri

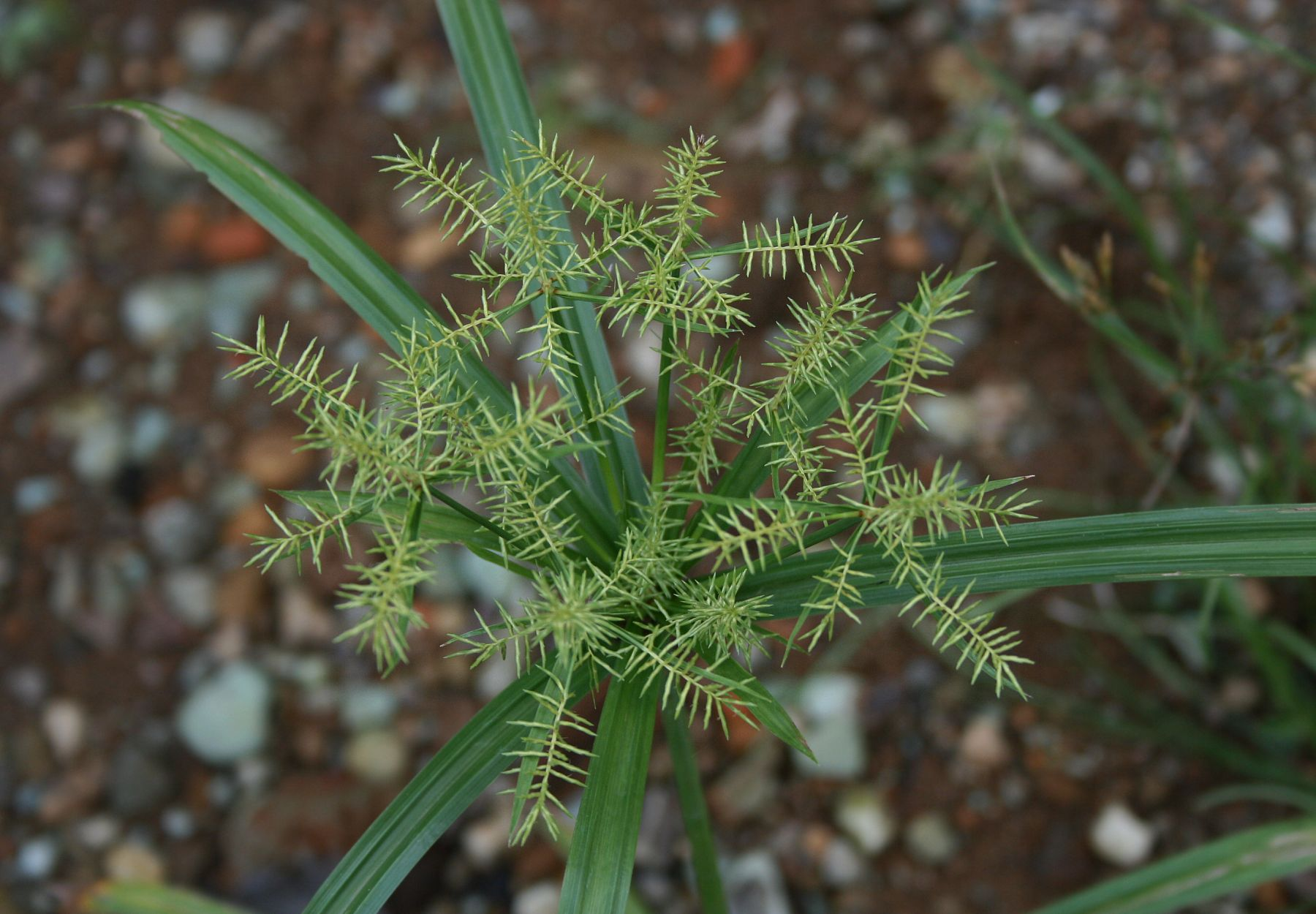
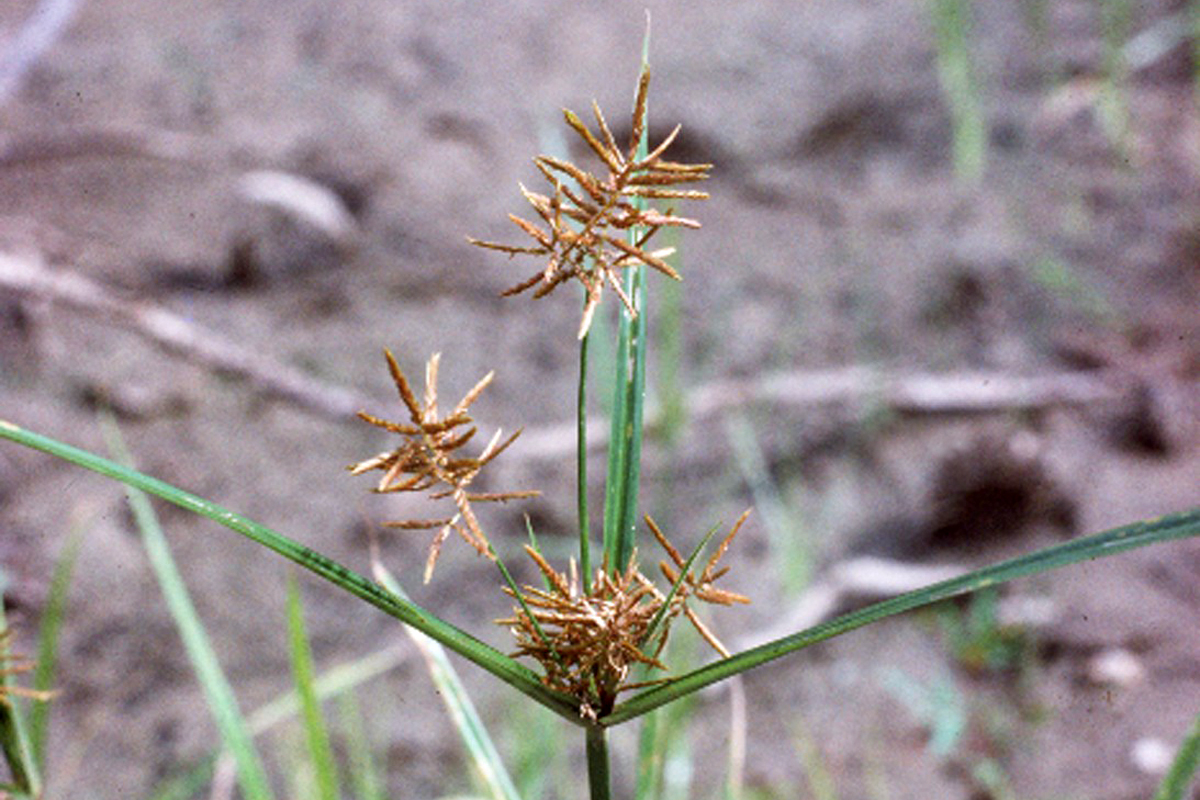
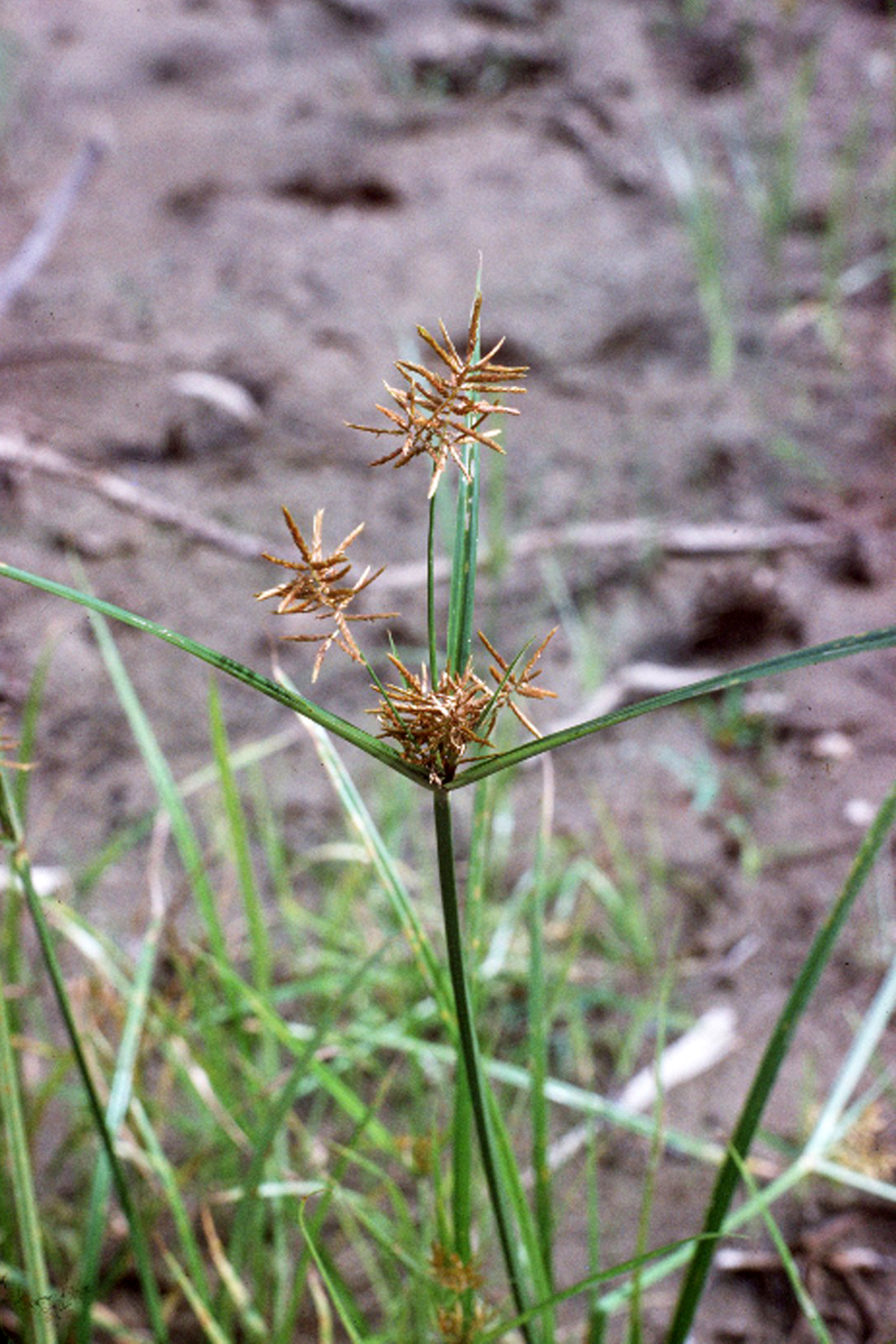
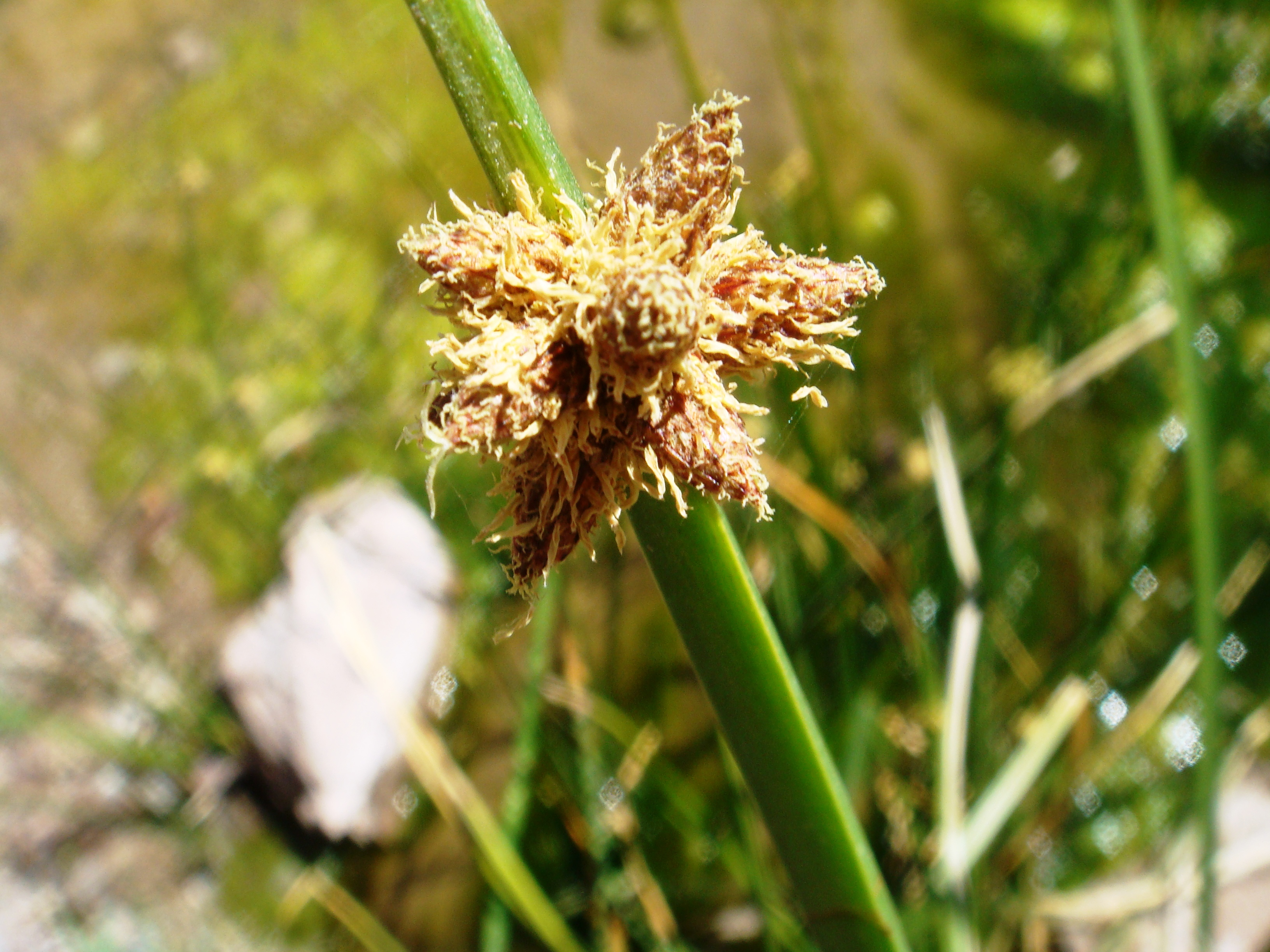